# Furgaleus macki
Genre
Espèce
Répartition géographique
Statut de conservation UICN

 LC  : Préoccupation mineure
Furgaleus macki (l'Émissole à moustaches) est une espèce de requins, la seule espèce du genre monotypique Furgaleus. Elle mesure au maximum 1,60 m pour un poids de moins de 13 kg (12,9 publié) et vit au sud de l'Australie.
Habitat: plateau continental peu profond, sur ou près du fond.

#### GenreFurgaleus
- (fr + en) ITIS : Furgaleus Whitley, 1951
- (en) Animal Diversity Web : Furgaleus
- (en) NCBI : Furgaleus (taxons inclus)

#### EspèceFurgaleus macki
- (en) WoRMS : espèce Furgaleus macki (Whitley, 1943)
- (en) UICN : espèce Furgaleus macki (consulté le 14 décembre 2019)